# Годьес
Годье́с (фр. Gaudiès) — коммуна во Франции, находится в регионе Юг — Пиренеи. Департамент коммуны — Арьеж. Входит в состав кантона Савердён. Округ коммуны — Памье.
Код INSEE коммуны — 09132.

## Население
Население коммуны на 2008 год составляло 230 человек.
| 1962 | 1968 | 1975 | 1982 | 1990 | 1999 | 2008 |
| ---- | ---- | ---- | ---- | ---- | ---- | ---- |
| 175  | 204  | 180  | 162  | 174  | 200  | 230  |

## Экономика
В 2007 году среди 142 человек в трудоспособном возрасте (15—64 лет) 115 были экономически активными, 27 — неактивными (показатель активности — 81,0 %, в 1999 году было 71,0 %). Из 115 активных работали 105 человек (60 мужчин и 45 женщин), безработных было 10 (3 мужчины и 7 женщин). Среди 27 неактивных 10 человек были учениками или студентами, 4 — пенсионерами, 13 были неактивными по другим причинам.